# Johannes Januensis de Balbis
Johannes Balbi, (Johannes Januensis de Balbis) var en dominikanermunk från Genova, död omkring 1298. Han skrev en slags klassisk-filologisk encyklopedi, Catholicon seu summa grammaticalis. som trycktes första gången 1460 av Gutenberg i Mainz. Denna upplaga är ett av de äldsta boktryckerialster man känner. Boken har sedermera ofta blivit omtryckt.

## Skrifter
Vid ganska hög ålder bestämde Balbi sig för att skänka sina tillgångar till de fattiga och gå in i dominikanorden. År 1272, enligt en anteckning i Biblioteca vaticana, codice Vat. Lat. 1308 (c. 45r), sammanställde han ett teologiskt arbete i nio böcker, Dialogus de quaestionibus animae ad spiritum, som till stor del byggde på texter av Tomas av Aquino. Viktigare är Catholicon seu summa grammaticalis, en avhandling som Balbi arbetade med i många år och färdigställde den den 7 mars 1286. Den är uppdelad i fem delar: den första handlar om stavning, den andra om accent, den tredje om etymologi och syntax, den fjärde om retoriska figurer, den femte om prosodi och även om stavning och etymologi samt semantik. Den innehåller en mycket rik ordlista som gav Balbi en plats i den medeltida lexikografin. Efter att ha inträtt i dominikanorden skrev han Opus Paschale.
För sammanställningen av litteraturen utnyttjade Balbi de största auktoriteterna på det grammatiska området på den tiden, hämtade från Aelius Donatus, Priscian, Isidor av Sevilla, Uguccione av Pisa, men framför allt från Papias som utan tvekan är källans huvudman; han använde också il Graecismus av Eberardo di Béthune och verk av Hrabanus Maurus, såväl som utdrag av patristiska skrifter. Catholicon förblir den mest kompletta avhandlingen som användes av forskare från 1300-talet, inte uteslutande Petrarca och, ännu mer Boccaccio.